# آنجلیکا هیوستون
آنجلیکا هیوستون (به انگلیسی: Anjelica Huston) (زاده ۸ ژوئیه ۱۹۵۱) بازیگر آمریکایی برنده جایزه اسکار است. او فرزند جان هیوستون
و شریک زندگی جک نیکلسون از سال ۱۹۷۳ تا سال ۱۹۸۹ است.

## گزیده فیلم‌شناسی
- آخرین سرمایه‌دار بزرگ (۱۹۷۶)
- پستچی همیشه دو بار زنگ می‌زند (۱۹۸۱)
- فرانسیس (۱۹۸۲)
- شرافت پریتزی (۱۹۸۵)
- کاپیتان ئی‌او (۱۹۸۶)
- مردگان (۱۹۸۷)
- جرم‌ها و بزه‌کاری‌ها (۱۹۸۹)
- کلاهبرداران (۱۹۹۰)
- جادوگران (۱۹۹۰)
- خانوادهٔ آدامز (۱۹۹۱)
- معمای قتل منهتن (۱۹۹۳)
- خانواده پرز (۱۹۹۵)
- بافلو ۶۶ (۱۹۹۸)
- برای همیشه (۱۹۹۸)
- فینیکس (۱۹۹۸)
- خانواده اشرافی تننبام (۲۰۰۱)
- مردی از مزرعه‌های بهشتی (۲۰۰۱)
- کار خون (۲۰۰۲)
- مهدکودک بابا (۲۰۰۳)
- فرشته‌های آرواره آهنین (۲۰۰۴)
- زندگی در آب با استیو زیسو (۲۰۰۴)
- محرمانه مدرسه هنر (۲۰۰۶)
- سرافیم فالز (۲۰۰۷)
- دختران مادی (۲۰۰۷)
- دارجلینگ محدود (۲۰۰۷)
- کودک مریخی (۲۰۰۷)
- هنگامی که در رم (۲۰۱۰)
- ۵۰/۵۰ (۲۰۱۱)
- سال بزرگ (۲۰۱۱)
- راز بال‌ها (۲۰۱۲)
- جان ویک: بخش ۳ – پارابلوم(۲۰۱۹)

## جوایز

### بفتا
- کاندیدای دریافت بفتای بهترین بازیگر مکمل زن برای فیلم جنایت و جنحه در سال ۱۹۹۰
- کاندیدای دریافت بفتای بهترین بازیگر مکمل زن برای فیلم برای فیلم رمز و راز قتل منهتن در سال ۱۹۹۴